# The Quarterback
Pour l’article homonyme, voir Quarterback.
Pour plus de détails, voir Fiche technique et Distribution.
The Quarterback est un film américain réalisé par Fred C. Newmeyer et sorti en 1926.
Newmeyer a également dirigé l'acteur Richard Dix dans un autre film sur le sport, Warming Up en 1928.

## Synopsis
Elmer Stone, quarterback de l'équipe de football du Colton College de 1899, jure de rester étudiant jusqu'à ce que Colton batte son plus grand rival, l'équipe de l'Université d'État. Vingt-sept ans plus tard, Elmer est toujours à l'école et est camarade de classe de son fils Jack. En plus d'être livreur de lait pendant son temps libre, Jack est également le quart-arrière de l'équipe de football. La question de sa qualification se pose, mais il est retenu et participe au match contre l'Université d'État. 

## Fiche technique
- Réalisation : Fred C. Newmeyer
- Scénario : William Slavens McNutt, W. O. McGeehan, Ray Harris
- Producteurs : Jesse L. Lasky, Adolph Zukor, Ralph Block
- Production : Famous Players–Lasky Corporation
- Distributeur : Paramount Pictures
- Photographie : Edward Cronjager
- Durée : 80 minutes (8 bobines)[2]
- Date de sortie :
  - États-Unis : 11 octobre 1926

## Distribution

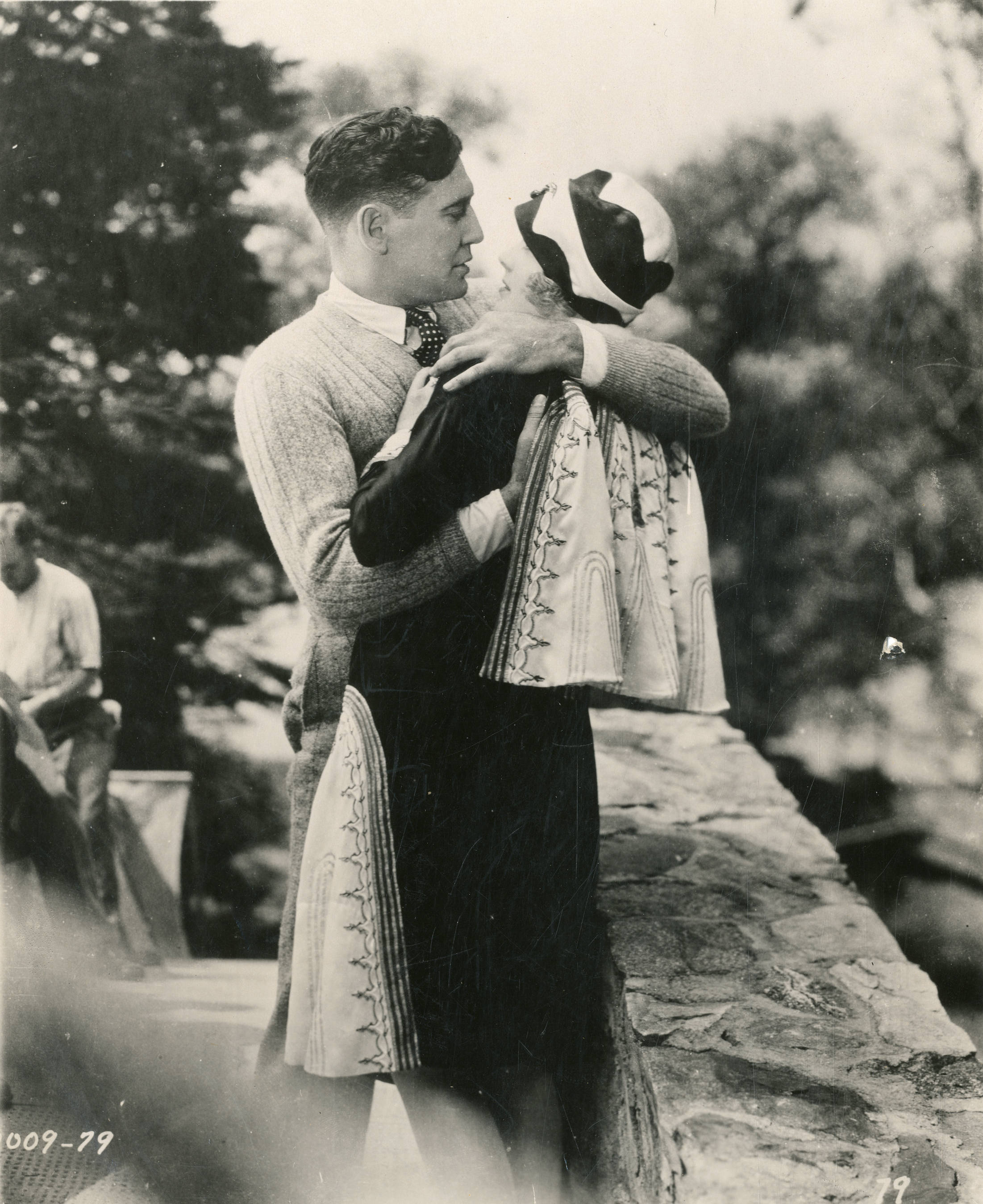
Photo extraite du film.

- Richard Dix : Jack Stone
- Esther Ralston : Louise Mason
- Harry Beresford : Elmer Stone
- David Butler : 'Lumpy' Goggins
- Robert W. Craig : Denny Walters
- Mona Palma : Nellie Webster